# Bălășești (gmina w okręgu Gałacz)
Bălășești – gmina w Rumunii, w okręgu Gałacz. Obejmuje miejscowości Bălășești, Ciurești, Ciureștii Noi i Pupezeni. W 2011 roku liczyła 2295 mieszkańców. 